# Lijst van gouverneurs van Zuid-Tirol
De Gouverneur van Bozen-Zuid-Tirol is de regeringsleider van deze autonome Italiaanse provincie.
In het Duits luidt de ambtstitel Landeshauptmann von Bozen-Südtirol en in het Italiaans Presidente della Provincia Autonoma di Bolzano.

## Lijst van gouverneurs van Bozen-Zuid-Tirol

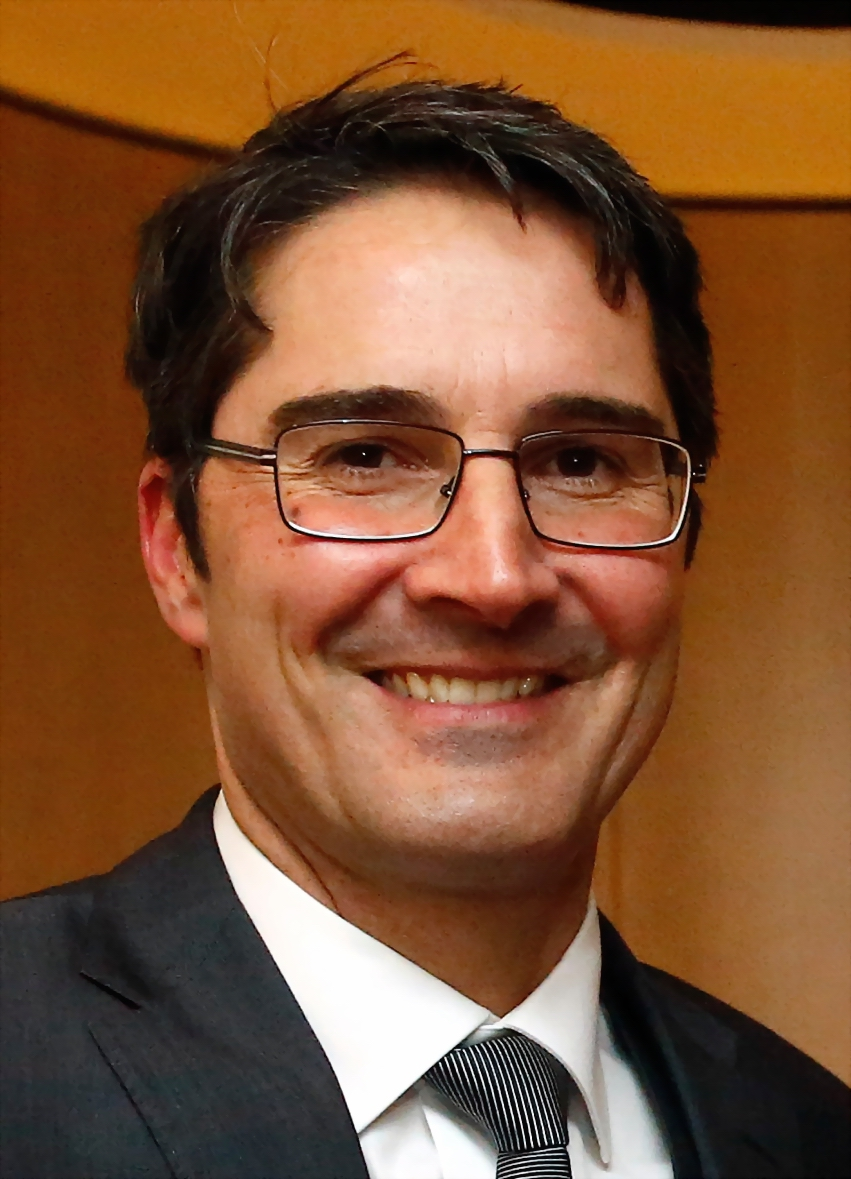
Landeshauptmann Arno Kompatscher

| Persoon          | periode                             | partij |
| ---------------- | ----------------------------------- | ------ |
| Karl Erckert     | 20 december 1948 - 15 december 1955 | SVP    |
| Alois Pupp       | 7 januari 1956 - 31 december 1960   | SVP    |
| Silvius Magnago  | 31 december 1960 - 17 maart 1989    | SVP    |
| Luis Durnwalder  | 17 maart 1989 - 9 januari 2014      | SVP    |
| Arno Kompatscher | sinds 9 januari 2014                | SVP    |